# Musca scabiosae
Musca scabiosae är en tvåvingeart som först beskrevs av Fabricius 1794.  Musca scabiosae ingår i släktet Musca och familjen borrflugor.
Artens utbredningsområde är Frankrike. Inga underarter finns listade i Catalogue of Life.